# Heinz Peter Rill
Heinz Peter Rill (* 13. Juni 1935 in Wien; † 29. November 2015) war ein österreichischer Rechtswissenschaftler und Universitätsprofessor. Er war von 1973 bis 2003 Lehrstuhlinhaber und Universitätsprofessor für Öffentliches Recht am Institut für Österreichisches und Europäisches Öffentliches Recht der Wirtschaftsuniversität Wien und in den Jahren 1985 bis 1987 auch Rektor der Wirtschaftsuniversität.

## Ausbildung
Heinz Peter Rill wurde 1935 in der österreichischen Bundeshauptstadt Wien geboren, besuchte jedoch die Schule in Salzburg, wo er auch maturierte. Anschließend begann er das Studium der Rechtswissenschaften an der Universität Wien, wo er 1958 zum Doktor der Rechte (Dr. iur.) promoviert wurde.

## Beruflicher Werdegang
Während des Studiums und besonders im Anschluss an den Studienabschluss 1958 war Heinz Peter Rill zunächst als wissenschaftliche Hilfskraft, später als Universitätsassistent am Lehrstuhl von Walter Antoniolli an der Rechtswissenschaftlichen Fakultät der Universität Wien tätig. Er lehrte und forschte in der Folge insbesondere an der rechtswissenschaftlichen, aber auch an der philosophischen Fakultät der Universität Wien. Im Jahr 1971 habilitierte sich Rill mit einer Habilitationsschrift zum Thema Gliedstaatsverträge. Mit der Habilitation erlangte er die Lehrbefugnis für die Fächer Allgemeine Staatslehre, Verfassungsrecht und Verwaltungsrecht als Universitätsdozent an der rechts- und staatswissenschaftlichen Fakultät der Universität Wien. 1971 wurde ihm auch der Kardinal-Innitzer-Förderungspreis für Rechts- und Staatswissenschaften verliehen. Es folgte eine Tätigkeit als wissenschaftlicher Referent bei der Bundeskammer der gewerblichen Wirtschaft von 1971 bis 1974.
Im Jahr 1973 folgte die Berufung Heinz Peter Rills auf den Lehrstuhl für Öffentliches Recht und damit auf eine ordentliche Universitätsprofessur an der damaligen Hochschule für Welthandel, die später in Wirtschaftsuniversität Wien umbenannt wurde. Von diesem Zeitpunkt an war Rill 30 Jahre lang als Professor an der Wirtschaftsuniversität tätig und übernahm dabei universitätsinterne Funktionen, wie etwa 20 Jahre lang die des Institutsvorstands des Instituts für Verfassungs- und Verwaltungsrecht (heute Institut für Österreichisches und Europäisches Öffentliches Recht). Von 1985 bis 1987 war Rill zudem Rektor der Wirtschaftsuniversität Wien. Bis zu seinem Tod war er Vorsitzender der Schiedskommission der Wirtschaftsuniversität. 2003 emeritierte Heinz Peter Rill als Universitätsprofessor, wobei ihm Georg Lienbacher als Lehrstuhlinhaber nachfolgte.